# Jan Verheijen (gewichtheffer)
Johannes (Jan) Verheijen (Den Haag, 30 november 1896 - aldaar, 29 april 1973) was een Nederlands gewichtheffer.
Verheijen nam deel aan de Olympische Zomerspelen in 1924 en 1928 in het zwaargewicht (tot 82,5 kilo). In 1924 werd hij twaalfde en in 1928 won hij een bronzen medaille. In 1928 namen in het zwaargewicht ook zijn broers Minus en Hendrik deel. De broers waren lid van KDO in Den Haag. 